# Akademie für Führungskräfte der Wirtschaft Bad Harzburg
Die Akademie für Führungskräfte der Wirtschaft Bad Harzburg war eine 1956 von dem früheren nationalsozialistischen Staatsrechtler Reinhard Höhn gegründete Aus- und Weiterbildungseinrichtung mit Sitz in Bad Harzburg.
Durch das Harzburger Modell wurde die Akademie deutschlandweit bekannt. 1962 als geschlossenes Management-System vorgestellt, prägte es bis in die 1980er Jahre nachhaltig das Führungsverständnis im Management. Als Modell zeigte es eine Arbeitsweise für Unternehmen auf, operationale Abläufe im unternehmerischen Alltag zu organisieren und zu kontrollieren. Das Modell vermittelte Führungskräften Wissen, wie sie im Mitarbeiterverhältnis mit der Delegation von Verantwortung und der damit verbundenen Stellenbeschreibung führen konnten. In ihrem Zenit 1974 schulte die Akademie für Führungskräfte mehr als 35.000 Führungskräfte im Jahr.
Als Höhns prominente Rolle im Dritten Reich publik wurde, läutete dies jedoch sowohl den Niedergang des Modells als auch der Akademie ein. In dieser Zeit war auch der ehemalige SS-Führer Justus Beyer in der Akademie als Dozent tätig. Zu den Dozenten gehörte auch Franz Six, ehemaliger SS-Brigadeführer und engagierter Befürworter des Holocaust, der an der Akademie das Führerprinzip propagierte.
1989 ging der Bad Harzburger Bildungsverbund in Konkurs und wurde aufgespalten. Die Cognos AG, Hamburg übernahm den Seminarbetrieb, begann dessen wirtschaftliche Konsolidierung und etablierte ihn unter der Marke „Die Akademie“ neu im Weiterbildungsmarkt. Die ehemalige Akademie für Fernstudium (AFF) übernahm ein anderer Investor; sie firmiert heute als afw Wirtschaftsakademie Bad Harzburg.
Im Februar 2021 musste „Die Akademie“ aufgrund der Corona-Pandemie die Geschäftstätigkeit einstellen.